# Vaglio Serra
Vaglio Serra – miejscowość i gmina we Włoszech, w regionie Piemont, w prowincji Asti.
Według danych na styczeń 2009 gminę zamieszkiwało 288 osób przy gęstości zaludnienia 62,1 os./1 km².